# Halnefjorden
Halnefjorden er en sø som ligger på Hardangervidda i øvre del af Numedalsvassdraget i kommunerne Hol og Nore og Uvdal i Viken samt Eidfjord kommune i Vestland.
Søen får hovedsagelig sit vand vestfra gennem Skulevikåna, Skaupa og Sevra, og den er opdæmmet 4 meter med en dæmning ved udløbet til Sleipa i sydøst. Regulanten er pålagt at udsætte 11.000 ørreder årligt som kompensation for reguleringen. Der er også en meget stor bestand af elritse som er en konkurrent for ørreden.
I nordenden af søen ligger Halne fjellstue ved Riksvei 7. Der går en bådrute om sommeren mellem Halne brygge i nord og Skaupa i syd.

## Eksterne kilder og henvisninger
1. ↑  Laboratorium for ferskvannsøkologi og innlandsfiske, rapport nr 152